# Emilio González Ferrín
Emilio González Ferrín (Ciudad Real, 7 de octubre de 1965) es un islamólogo español, profesor de pensamiento árabe e islámico en la Universidad de Sevilla.

## Biografía
Doctorado en 1995 con una Tesis sobre el Diálogo Euro-Árabe, sus trabajos giran en torno a tres puntos: partiendo de las culturas y las religiones comparadas, analizar las fuentes culturales del texto coránico o el primer islam (1) y la llamada historiología medieval, especialmente la entrada de lo islámico en Europa a través de Alándalus (2), para plantear el presente de las relaciones euro-árabes (3) y mediterráneas en general.
Ha sido investigador visitante en las universidades de Lovaina, Londres, Amán, Damasco y El Cairo, ciudad ésta en la que estudió a finales de los ochenta (Facultad Dar al-Olum) y volvió en 1993 con un proyecto de investigación de la Liga Árabe. También ha sido Profesor Visitante en la Escuela de Teología de Vancouver (Canadá), la Universidad Saint John’s de Nueva York, y en la Camilo José Cela de Madrid. Creó y dirigió la Cátedra Al-Ándalus (Fundación Tres Culturas del Mediterráneo) hasta 2019. En 2018 promovió la celebración en Sevilla del WOCMES (World Congress for Middle Eastern Studies) y dirigió su Comité Científico. Es miembro fundador del Observatorio de Religiones Comparadas y del Early Islamic Studies Seminar (EISS).

## Críticas
Su defensa de los postulados relativos a la negación de la conquista de la península ibérica por los musulmanes, idea defendida inicialmente por Ignacio Olagüe. ha sido ampliamente denunciada como una legitimación académica del negacionismo y un fraude historiográfico, especialmente de forma pública por Alejandro García Sanjuán, pero también por Eduardo Manzano o Luis Molina   Se ha señalado la existencia de pruebas arqueológicas, especialmente la numismática y los precintos de sello, que apoyan la historicidad de la conquista, refutando las tesis de González Ferrín En este debate, también ha habido quien ha señalado la postura inflexible tanto de González Ferrín como de García Sanjuán.

## Obras
- Documentos del Diálogo Euro-Árabe. Universidad de Sevilla, 1997.
- El Diálogo Euro-Árabe. Agencia de Cooperación Internacional, 1997.
- Salvaciones Orientales. Guadalquivir, 1999.
- El Modernismo de Muhammad Abduh. Instituto Egipcio de Estudios Islámicos, 2000.
- Islam, ética y política: En torno al libro de Abdel Raziq. CEOMA, 2001.
- La palabra descendida: Un acercamiento al Corán. Nobel, 2002.
- Las rutas del Islam en Andalucía. Grupo Planeta, 2004.
- Historia General de Al-Andalus. Almuzara, 2006. (traducido al francés como Al-Andalus: Europe entre Orient et Occident. Almuzara, 2011; y al alemán como Ein Spaziergang durch al-Andalus. Verlag Traugott Bautz, 2013. )
- Rumbo al Renacimiento. Corporación Tecnológica de Andalucía (Junta de Andalucía), 2007.
- Al-Andalus: paradigma y continuidad (Ed). Fundación Tres Culturas, 2011.
- La angustia de Abraham: los orígenes culturales del islam. Almuzara, 2013 (traducido al portugués como A Angústia de Abrãao: As Origens Culturais do Judaísmo, do Cristianismo e do Islamismo. Paulus, 2018.)
- Encrucijada de Culturas: Alfonso X y su tiempo. Homenaje a Francisco Márquez Villanueva (ed.). Fundación Tres Culturas del Mediterráneo. Colección Ánfora,  2014.
- Islamología (Félix Pareja, 2 vols) (Ed.). Athenaica, 2016.
- Cuando fuimos árabes. Almuzara, 2017.

Novelas
- Las bicicletas no son para El Cairo. Ediciones en Huida, 2012.
- Los Puentes de Verona. Ediciones en Huida, 2014.

## Distinciones
- En 2002 obtuvo el Premio Jovellanos de Ensayo por su libro La palabra descendida, pasando a formar parte del Jurado de los premios Príncipe de Asturias de las Letras hasta 2016.
- En 2008 obtuvo el Premio de Divulgación Científica de la Universidad de Sevilla.
- En 2020 fue nombrado miembro del Board of Directors del International Council for Middle East Studies (ICMES, Washington).